# Fase final da Copa Libertadores da América de 2014
A fase final da Copa Libertadores da América de 2014 compreendeu as disputas de oitavas de final, quartas de final, semifinal e final. As equipes se enfrentaram em jogos eliminatórios de ida e volta em cada fase, e a que somasse mais pontos se classificaria a fase seguinte.

## Critérios de desempate
Se em um cruzamento as determinadas equipes igualassem em pontos, o primeiro critério de desempate seria o saldo de gols. Caso empatassem no saldo, o gol marcado na casa do adversário entraria em consideração. Persistindo o empate, a vaga seria decidida em disputa por pênaltis.

## Classificação geral
Para determinar todos os cruzamentos da fase final, foi levado em conta o desempenho das equipes na segunda fase. As equipes que finalizaram em primeiro lugar nos grupos dividiram-se de 1º a 8º e as equipes que se classificaram em segundo lugar nos grupos, de 9º a 16º. A melhor equipe enfrentou a 16ª, a 2ª contra a 15ª, e assim sucessivamente.
| Pos. | Primeiros dos grupos | Pts | SG | GP |
| ---- | -------------------- | --- | -- | -- |
| 1    | Vélez Sarsfield      | 15  | +6 | 9  |
| 2    | Grêmio               | 14  | +7 | 8  |
| 3    | Santos Laguna        | 13  | +6 | 11 |
| 4    | Atlético Mineiro     | 12  | +3 | 8  |
| 5    | Defensor Sporting    | 11  | +6 | 11 |
| 6    | Bolívar              | 11  | +2 | 8  |
| 7    | Cerro Porteño        | 10  | +1 | 10 |
| 8    | Unión Española       | 9   | +1 | 10 |

| Pos. | Segundos dos grupos | Pts | SG | GP |
| ---- | ------------------- | --- | -- | -- |
| 9    | Arsenal de Sarandí  | 12  | +7 | 11 |
| 10   | Cruzeiro            | 10  | +6 | 13 |
| 11   | León                | 10  | +3 | 10 |
| 12   | The Strongest       | 10  | +1 | 8  |
| 13   | Atlético Nacional   | 10  | –1 | 7  |
| 14   | Lanús               | 8   | +1 | 6  |
| 15   | San Lorenzo         | 8   | +1 | 6  |
| 16   | Nacional            | 8   | –2 | 8  |

## Oitavas de final
| Chave | Equipe 1          | Total       | Equipe 2           | Ida | Volta |
| ----- | ----------------- | ----------- | ------------------ | --- | ----- |
| A     | Vélez Sarsfield   | 2–3         | Nacional           | 0–1 | 2–2   |
| B     | Grêmio            | 1–1 (2–4 p) | San Lorenzo        | 0–1 | 1–0   |
| C     | Santos Laguna     | 1–4         | Lanús              | 1–2 | 0–2   |
| D     | Atlético Mineiro  | 1–2         | Atlético Nacional  | 0–1 | 1–1   |
| E     | Defensor Sporting | 2–2 (4–2 p) | The Strongest      | 0–2 | 2–0   |
| F     | Bolívar           | 3–3 (gf)    | León               | 2–2 | 1–1   |
| G     | Cerro Porteño     | 1–3         | Cruzeiro           | 1–1 | 0–2   |
| H     | Unión Española    | 0–1         | Arsenal de Sarandí | 0–0 | 0–1   |

### Chave A
| 23 de abril   | Nacional    | 1 − 0     | Vélez Sarsfield | Estádio Defensores del Chaco, Assunção |
| 18:45 (UTC−4) | Benítez 86' | Relatório |                 | Árbitro: BRA Héber Lopes               |

| 29 de abril   | Vélez Sarsfield | 2 − 2     | Nacional                       | Estádio José Amalfitani, Buenos Aires |
| 21:45 (UTC−3) | Correa 74', 84' | Relatório | Torales 78' (pen) · Orué 90+3' | Árbitro: BRA Sandro Ricci             |

### Chave B
| 23 de abril   | San Lorenzo | 1 − 0     | Grêmio | Estádio Nuevo Gasómetro, Buenos Aires |
| 22:00 (UTC−3) | Correa 51'  | Relatório |        | Árbitro: CHI Enrique Osses            |

| 30 de abril   | Grêmio   | 1 − 0     | San Lorenzo | Arena do Grêmio, Porto Alegre |
| 22:00 (UTC−3) | Dudu 83' | Relatório |             | Árbitro: URU Roberto Silvera  |

|                                         |       | Penalidades                     |  |
| Barcos Riveros M. Rodríguez Rodriguinho | 2 – 4 | Ortigoza Matos Blandi Buffarini |  |

### Chave C
| 16 de abril   | Lanús                            | 2 − 1     | Santos Laguna | Estádio La Fortaleza, Lanús |
| 19:45 (UTC−3) | Monteseirín 65' · Martínez 90+4' | Relatório | Quintero 57'  | Árbitro: CHI Patricio Polic |

| 23 de abril   | Santos Laguna | 0 − 2     | Lanús                        | Estádio Corona, Torreón    |
| 22:10 (UTC−5) |               | Relatório | Blanco 28' · Goltz 50' (pen) | Árbitro: URU Darío Ubríaco |

### Chave D
| 23 de abril   | Atlético Nacional | 1 − 0     | Atlético Mineiro | Estádio Atanasio Girardot, Medellín |
| 20:00 (UTC−5) | Cárdenas 90+1'    | Relatório |                  | Árbitro: URU Martín Vázquez         |

| 1 de maio     | Atlético Mineiro | 1 − 1     | Atlético Nacional | Estádio Independência, Belo Horizonte |
| 19:15 (UTC−3) | Fernandinho 20'  | Relatório | Duque 87'         | Árbitro: ARG Patricio Loustau         |

### Chave E
| 17 de abril   | The Strongest            | 2 − 0     | Defensor Sporting | Estádio Hernando Siles, La Paz |
| 20:15 (UTC−4) | Reinoso 68' · Castro 78' | Relatório |                   | Árbitro: BRA Marcelo Henrique  |

| 29 de abril   | Defensor Sporting               | 2 − 0     | The Strongest | Estádio Luis Franzini, Montevidéu |
| 19:15 (UTC−3) | De Arrascaeta 59' · Olivera 64' | Relatório |               | Árbitro: PAR Antonio Arias        |

|                                       |       | Penalidades                     |  |
| Alonso Malvino Fleurquín Luna Olivera | 4 – 2 | Cristaldo Barrera Alfaro Castro |  |

### Chave F
| 16 de abril   | León                     | 2 − 2     | Bolívar                 | Estádio León, León           |
| 20:00 (UTC−5) | Montes 20' · Boselli 85' | Relatório | Callejón 44' · Arce 70' | Árbitro: PAR Carlos Amarilla |

| 22 de abril   | Bolívar    | 1 − 1     | León       | Estádio Hernando Siles, La Paz |
| 20:15 (UTC−4) | Eguino 35' | Relatório | Arizala 5' | Árbitro: COL Adrián Vélez      |

### Chave G
| 16 de abril   | Cruzeiro      | 1 − 1     | Cerro Porteño | Estádio Mineirão, Belo Horizonte |
| 22:00 (UTC−3) | Samudio 90+3' | Relatório | Romero 31'    | Árbitro: URU Daniel Fedorczuk    |

| 30 de abril   | Cerro Porteño | 0 − 2     | Cruzeiro                   | Estádio General Pablo Rojas, Assunção |
| 21:00 (UTC−4) |               | Relatório | Dedé 79' · Dagoberto 90+3' | Árbitro: URU Darío Ubríaco            |

### Chave H
| 24 de abril   | Arsenal de Sarandí | 0 − 0     | Unión Española | Estádio Julio Humberto Grondona, Sarandí |
| 21:15 (UTC−3) |                    | Relatório |                | Árbitro: PER Víctor Carrillo             |

| 30 de abril   | Unión Española | 0 − 1     | Arsenal de Sarandí | Estádio Santa Laura, Santiago |
| 18:30 (UTC−4) |                | Relatório | Braghieri 66'      | Árbitro: BRA Ricardo Marques  |

## Quartas de final
| Chave | Equipe 1           | Total | Equipe 2          | Ida | Volta |
| ----- | ------------------ | ----- | ----------------- | --- | ----- |
| S1    | Arsenal de Sarandí | 0–1   | Nacional          | 0–1 | 0–0   |
| S2    | Cruzeiro           | 1–2   | San Lorenzo       | 0–1 | 1–1   |
| S3    | Bolívar            | 2–1   | Lanús             | 1–1 | 1–0   |
| S4    | Defensor Sporting  | 3–0   | Atlético Nacional | 2–0 | 1–0   |

### Chave S1
| 7 de maio     | Nacional | 1 − 0     | Arsenal de Sarandí | Estádio Defensores del Chaco, Assunção |
| 18:45 (UTC−4) | Orué 35' | Relatório |                    | Árbitro: COL Wilmar Roldán             |

| 14 de maio    | Arsenal de Sarandí | 0 − 0     | Nacional | Estádio Julio Humberto Grondona, Sarandí |
| 19:30 (UTC−3) |                    | Relatório |          | Árbitro: BRA Leandro Vuaden              |

### Chave S2
| 7 de maio     | San Lorenzo    | 1 − 0     | Cruzeiro | Estádio Nuevo Gasómetro, Buenos Aires |
| 22:00 (UTC−3) | Gentiletti 64' | Relatório |          | Árbitro: PAR Antonio Arias            |

| 14 de maio    | Cruzeiro          | 1 − 1     | San Lorenzo | Estádio Mineirão, Belo Horizonte |
| 22:00 (UTC−3) | Bruno Rodrigo 70' | Relatório | Piatti 9'   | Árbitro: URU Martín Vázquez      |

### Chave S3
| 8 de maio     | Lanús      | 1 − 1     | Bolívar        | Estádio La Fortaleza, Lanús  |
| 19:45 (UTC−3) | Benítez 7' | Relatório | Ferreira 90+1' | Árbitro: PER Víctor Carrillo |

| 15 de maio    | Bolívar  | 1 − 0     | Lanús | Estádio Hernando Siles, La Paz |
| 18:30 (UTC−4) | Arce 87' | Relatório |       | Árbitro: ECU Roddy Zambrano    |

### Chave S4
| 8 de maio     | Atlético Nacional | 0 − 2     | Defensor Sporting      | Estádio Atanasio Girardot, Medellín |
| 20:00 (UTC−5) |                   | Relatório | Pais 77' · Olivera 83' | Árbitro: ARG Néstor Pitana          |

| 15 de maio    | Defensor Sporting | 1 − 0     | Atlético Nacional | Estádio Centenario, Montevidéu |
| 22:00 (UTC−3) | Olivera 88'       | Relatório |                   | Árbitro: CHI Enrique Osses     |

## Semifinais
Caso dois times do mesmo país alcançassem às semifinais, os confrontos seriam alterados de forma a esses dois times se enfrentarem nessa fase, modificando os cruzamentos pré-determinados. Isso não foi necessário e os cruzamentos originais foram mantidos.
| Chave | Equipe 1          | Total | Equipe 2    | Ida | Volta |
| ----- | ----------------- | ----- | ----------- | --- | ----- |
| F1    | Defensor Sporting | 1–2   | Nacional    | 0–2 | 1–0   |
| F2    | Bolívar           | 1–5   | San Lorenzo | 0–5 | 1–0   |

### Chave F1
| 22 de julho   | Nacional                  | 2 − 0     | Defensor Sporting | Estádio Defensores del Chaco, Assunção |
| 20:15 (UTC−4) | Montenegro 35' · Orué 69' | Relatório |                   | Árbitro: PER Víctor Carrillo           |

| 29 de julho   | Defensor Sporting | 1 − 0     | Nacional | Estádio Centenario, Montevidéu |
| 21:15 (UTC−3) | Luna 55'          | Relatório |          | Árbitro: BRA Ricardo Marques   |

### Chave F2
| 23 de julho   | San Lorenzo                                           | 5 − 0     | Bolívar | Estádio Nuevo Gasómetro, Buenos Aires |
| 19:45 (UTC−3) | Matos 5' · Mas 27', 87' · Mercier 69' · Buffarini 73' | Relatório |         | Árbitro: COL José Buitrago            |

| 30 de julho   | Bolívar         | 1 − 0     | San Lorenzo | Estádio Hernando Siles, La Paz |
| 20:15 (UTC−4) | Yecerotte 90+1' | Relatório |             | Árbitro: ECU Carlos Vera       |

## Final
O campeão da Copa Libertadores 2014 garantiu o direito de participar da Copa do Mundo de Clubes da FIFA de 2014 no Marrocos, a exceção dos clubes mexicanos que se classificam através da Liga dos Campeões da CONCACAF.
Além do Mundial de Clubes, o campeão adquiriu o direito de participar da Recopa Sul-Americana de 2015, contra o campeão da Copa Sul-Americana de 2014.
| Equipe 1 | Total | Equipe 2    | Ida | Volta |
| -------- | ----- | ----------- | --- | ----- |
| Nacional | 1–2   | San Lorenzo | 1–1 | 0–1   |

| 6 de agosto   | Nacional         | 1 − 1     | San Lorenzo | Estádio Defensores del Chaco, Assunção |
| 20:15 (UTC−4) | Santa Cruz 90+2' | Relatório | Matos 64'   | Árbitro: COL Wilmar Roldán             |

| 13 de agosto  | San Lorenzo        | 1 − 0     | Nacional | Estádio Nuevo Gasómetro, Buenos Aires |
| 21:15 (UTC−3) | Ortigoza 35' (pen) | Relatório |          | Árbitro: BRA Sandro Ricci             |